# Uppsala Stadsteater
L'Uppsala Stadsteater (Teatre de la ciutat d'Uppsala) és un teatre d'Uppsala, (Suècia). Creat l'any 1950, el teatre té tres espais; l'escenari principal amb 548 seients i el petit, amb capacitat per a 100. Existeix també un saló que pot acollir al voltant de 50 persones.

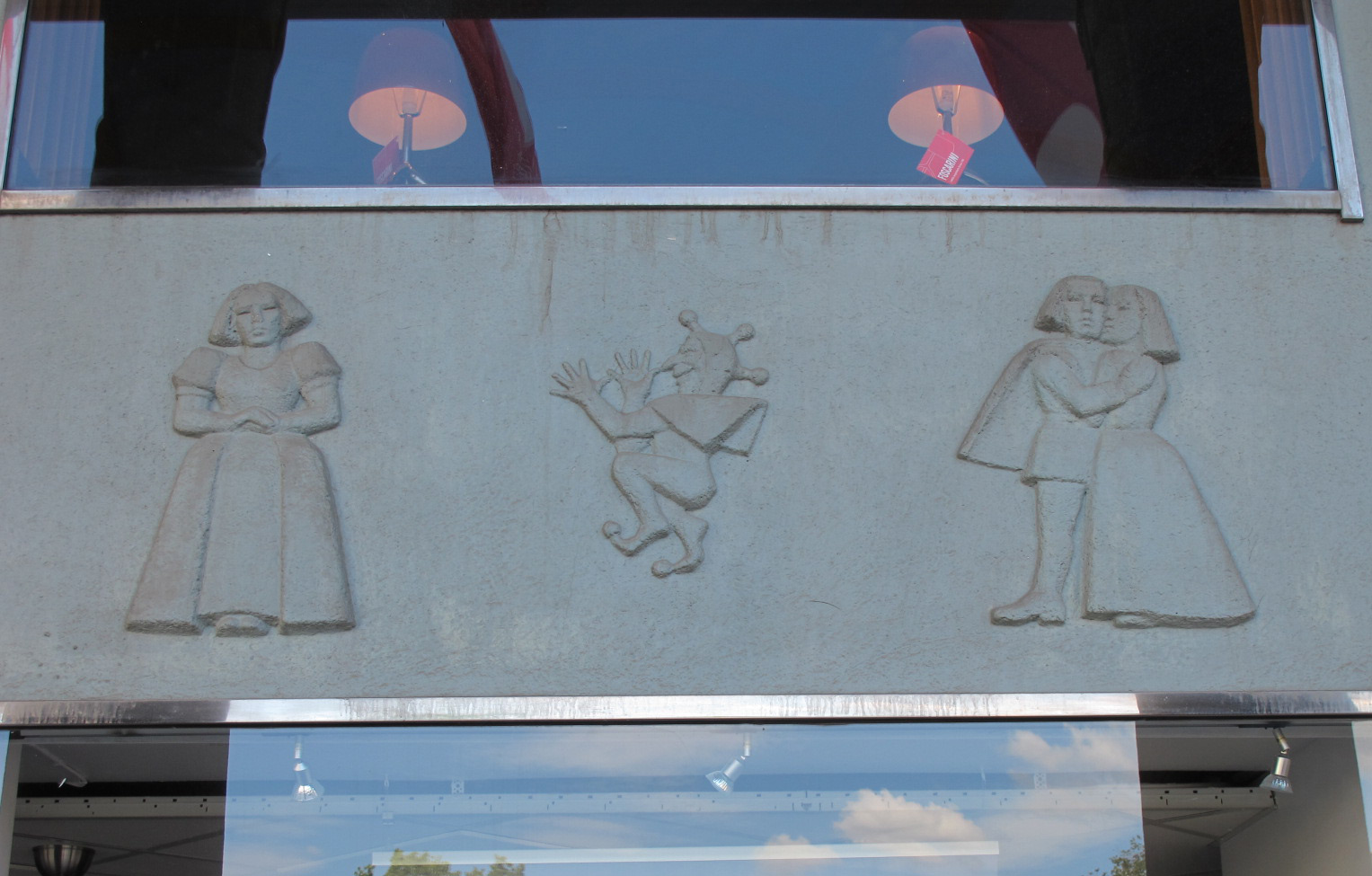
Bás-relief
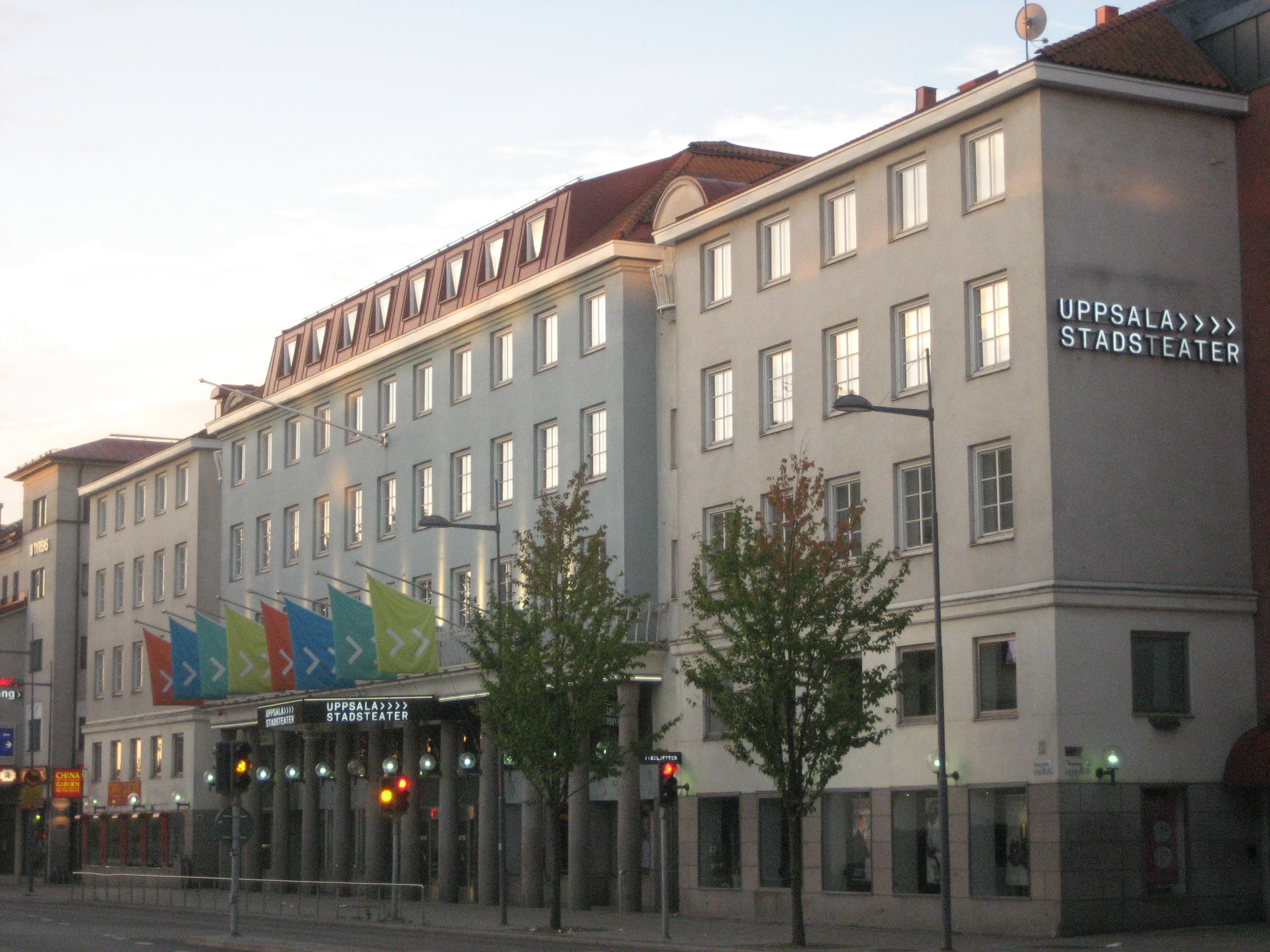
Stadsteater
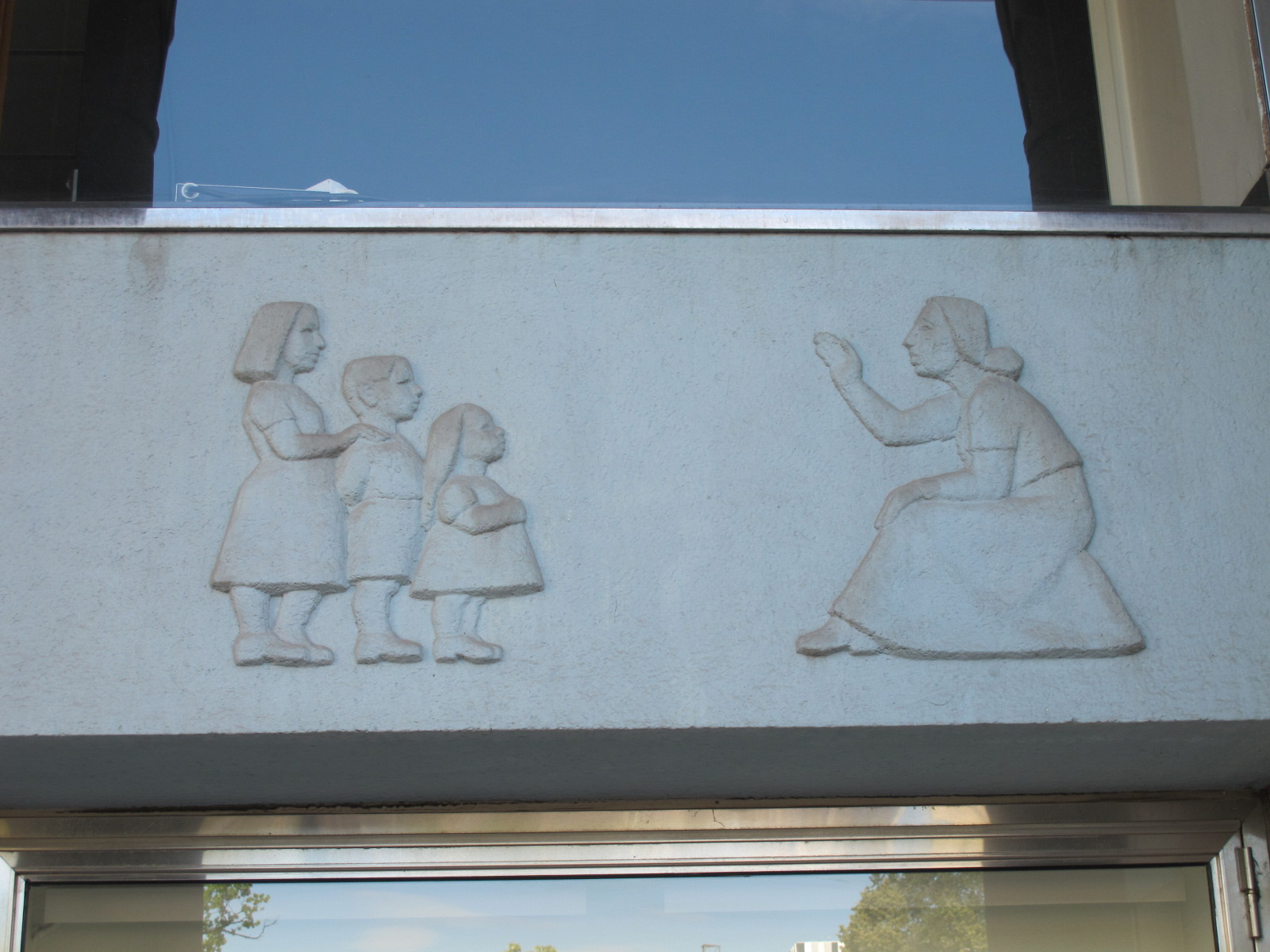
Bás-relief